# 零指令集
零指令集 （英語：Zero Instruction Set Computer，ZISC）是一种没有指令集的计算机系统。第一代的零指令集芯片拥有36个独立的内核，内核的任务是将一个64位元的输入向量同内存中的数据行比较，输出与内存数据符合（或不符合）的向量个数。这种系统可以用于体育场座位、小区住宅排列等地方。